# Departamento Rivadavia (Santiago del Estero)
Das Departamento Rivadavia liegt im Süden der Provinz Santiago del Estero im Nordwesten Argentiniens und ist eine von 27 Verwaltungseinheiten der Provinz. 
Es grenzt im Norden an das Departamento Aguirre, im Osten an die Provinz Santa Fe, im Süden an die Provinz  Córdoba und im Westen an das Departamento Mitre. 
Die Hauptstadt des Departamento Rivadavia ist Selva.

## Bevölkerung
Nach Schätzungen des INDEC stieg die Einwohnerzahl des Departamento Rivadavia (Santiago del Estero) von 4.916 (2001) auf 5.173 Einwohner im Jahre 2005.

## Städte und Gemeinden
Das Departamento Rivadavia ist in folgenden Gemeinden aufgeteilt:
- Colonia Alpina
- Palo Negro
- Selva